# Johnny Hodges
Johnny Hodges (25. července 1906 – 11. května 1970) byl americký saxofonista. Zpočátku hrál na bicí a klavír. V roce 1928 se, již jako saxofonista, stal členem orchestru Duka Ellingtona. Později si založil svůj vlastní orchestr. Během své kariéry spolupracoval s mnoha hudebníky, mezi něž patří například Gerry Mulligan, Clark Terry, Billy Taylor a Billy Strayhorn. Zemřel v New Yorku ve věku 63 let.